# Fidena marginalis
Fidena marginalis är en tvåvingeart som först beskrevs av Christian Rudolph Wilhelm Wiedemann 1830.  Fidena marginalis ingår i släktet Fidena och familjen bromsar. Inga underarter finns listade i Catalogue of Life.